# 유럽 연합 이사회 의장국
유럽 연합 이사회 의장국(Presidency of the Council of the European Union)은 유럽 연합 이사회의 의장직을 맞게 된 국가를 말한다.

## 선출 방식
의장국의 선출 방법은 유럽 연합 회원국들이 상반기(1월 ~ 6월)와 하반기(7월 ~ 12월)를 기준으로 배열대로 돌아가 의장국을 맡는 방식을 택한다.

## 역대 의장국
다음은 1958년부터 2030년까지의 유럽 연합 이사회 의장국 목록이다. 키프로스는 대통령이 의장국의 정부 수반 역할을 수행하고 나머지 국가들은 총리가 정부 수반 역할을 수행한다. 프랑스는 1958년 10월까지 대통령이 의장국의 정부 수반 역할을 맡았다.
| 분기   | 분기       | 그룹       | 의장국                                                                                           | 의장국의 정부 수반                                                            | 홈페이지                                             |
| ------ | ---------- | ---------- | ------------------------------------------------------------------------------------------------ | ----------------------------------------------------------------------------- | ---------------------------------------------------- |
| 1958년 | 1월 ~ 6월  |            | 벨기에                                                                                           | 아힐러 판 아커르 (1월 1일 ~ 6월 26일) 가스통 에이스컨스 (6월 26일 ~ 6월 30일) |                                                      |
| 1958년 | 7월 ~ 12월 | 서독       | 콘라트 아데나워                                                                                  |                                                                               |                                                      |
| 1959년 | 1월 ~ 6월  | 프랑스     | 샤를 드 골 (1월 1일 ~ 1월 7일) 미셸 드브레 (1월 8일 ~ 6월 30일)                                  |                                                                               |                                                      |
| 1959년 | 7월 ~ 12월 | 이탈리아   | 안토니오 세니                                                                                    |                                                                               |                                                      |
| 1960년 | 1월 ~ 6월  | 룩셈부르크 | 피에르 베르너                                                                                    |                                                                               |                                                      |
| 1960년 | 7월 ~ 12월 | 네덜란드   | 얀 더 크바이                                                                                     |                                                                               |                                                      |
| 1961년 | 1월 ~ 6월  | 벨기에     | 가스통 에이스컨스 (1월 1일 ~ 4월 25일) 테오 르페브르 (4월 25일 ~ 6월 30일)                       |                                                                               |                                                      |
| 1961년 | 7월 ~ 12월 | 서독       | 콘라트 아데나워                                                                                  |                                                                               |                                                      |
| 1962년 | 1월 ~ 6월  | 프랑스     | 미셸 드브레 (1월 1일 ~ 4월 13일) 조르주 퐁피두 (4월 14일 ~ 6월 30일)                             |                                                                               |                                                      |
| 1962년 | 7월 ~ 12월 | 이탈리아   | 아민토레 판파니                                                                                  |                                                                               |                                                      |
| 1963년 | 1월 ~ 6월  | 룩셈부르크 | 피에르 베르너                                                                                    |                                                                               |                                                      |
| 1963년 | 7월 ~ 12월 | 네덜란드   | 얀 더 크바이 (7월 1일 ~ 7월 24일) 빅토르 마레이넌 (7월 24일 ~ 12월 31일)                         |                                                                               |                                                      |
| 1964년 | 1월 ~ 6월  | 벨기에     | 테오 르페브르                                                                                    |                                                                               |                                                      |
| 1964년 | 7월 ~ 12월 | 서독       | 루트비히 에르하르트                                                                              |                                                                               |                                                      |
| 1965년 | 1월 ~ 6월  | 프랑스     | 조르주 퐁피두                                                                                    |                                                                               |                                                      |
| 1965년 | 7월 ~ 12월 | 이탈리아   | 알도 모로                                                                                        |                                                                               |                                                      |
| 1966년 | 1월 ~ 6월  | 룩셈부르크 | 피에르 베르너                                                                                    |                                                                               |                                                      |
| 1966년 | 7월 ~ 12월 | 네덜란드   | 요 칼스 (7월 1일 ~ 11월 22일) 옐러 제일스트라 (11월 22일 ~ 12월 31일)                            |                                                                               |                                                      |
| 1967년 | 1월 ~ 6월  | 벨기에     | 폴 판던 부이난츠                                                                                 |                                                                               |                                                      |
| 1967년 | 7월 ~ 12월 | 서독       | 쿠르트 게오르크 키징거                                                                           |                                                                               |                                                      |
| 1968년 | 1월 ~ 6월  | 프랑스     | 조르주 퐁피두                                                                                    |                                                                               |                                                      |
| 1968년 | 7월 ~ 12월 | 이탈리아   | 조반니 레오네 (7월 1일 ~ 12월 12일) 마리아노 루모르 (12월 12일 ~ 12월 31일)                      |                                                                               |                                                      |
| 1969년 | 1월 ~ 6월  | 룩셈부르크 | 피에르 베르너                                                                                    |                                                                               |                                                      |
| 1969년 | 7월 ~ 12월 | 네덜란드   | 핏 더 용                                                                                         |                                                                               |                                                      |
| 1970년 | 1월 ~ 6월  | 벨기에     | 가스통 에이스컨스                                                                                |                                                                               |                                                      |
| 1970년 | 7월 ~ 12월 | 서독       | 빌리 브란트                                                                                      |                                                                               |                                                      |
| 1971년 | 1월 ~ 6월  | 프랑스     | 자크 샤방델마스                                                                                  |                                                                               |                                                      |
| 1971년 | 7월 ~ 12월 | 이탈리아   | 에밀리오 콜롬보                                                                                  |                                                                               |                                                      |
| 1972년 | 1월 ~ 6월  | 룩셈부르크 | 피에르 베르너                                                                                    |                                                                               |                                                      |
| 1972년 | 7월 ~ 12월 | 네덜란드   | 바런트 비스회벌                                                                                  |                                                                               |                                                      |
| 1973년 | 1월 ~ 6월  | 벨기에     | 가스통 에이스컨스 (1월 1일 ~ 1월 26일) 에드몽 르뷔르통 (1월 26일 ~ 6월 30일)                     |                                                                               |                                                      |
| 1973년 | 7월 ~ 12월 | 덴마크     | 앙케르 예르겐센 (7월 1일 ~ 12월 19일) 포울 하르틀링 (12월 19일 ~ 12월 31일)                      |                                                                               |                                                      |
| 1974년 | 1월 ~ 6월  | 서독       | 빌리 브란트 (1월 1일 ~ 5월 7일) 발터 셸 (5월 7일 ~ 5월 16일) 헬무트 슈미트 (5월 16일 ~ 6월 30일) |                                                                               |                                                      |
| 1974년 | 7월 ~ 12월 | 프랑스     | 자크 시라크                                                                                      |                                                                               |                                                      |
| 1975년 | 1월 ~ 6월  | 아일랜드   | 리엄 코즈그레이브                                                                                |                                                                               |                                                      |
| 1975년 | 7월 ~ 12월 | 이탈리아   | 알도 모로                                                                                        |                                                                               |                                                      |
| 1976년 | 1월 ~ 6월  | 룩셈부르크 | 가스통 토른                                                                                      |                                                                               |                                                      |
| 1976년 | 7월 ~ 12월 | 네덜란드   | 요프 덴 아윌                                                                                     |                                                                               |                                                      |
| 1977년 | 1월 ~ 6월  | 영국       | 제임스 캘러헌                                                                                    |                                                                               |                                                      |
| 1977년 | 7월 ~ 12월 | 벨기에     | 레오 틴데만스                                                                                    |                                                                               |                                                      |
| 1978년 | 1월 ~ 6월  | 덴마크     | 앙케르 예르겐센                                                                                  |                                                                               |                                                      |
| 1978년 | 7월 ~ 12월 | 서독       | 헬무트 슈미트                                                                                    |                                                                               |                                                      |
| 1979년 | 1월 ~ 6월  | 프랑스     | 레몽 바르                                                                                        |                                                                               |                                                      |
| 1979년 | 7월 ~ 12월 | 아일랜드   | 잭 린치 (7월 1일 ~ 12월 11일) 카헐 오 호하 (12월 11일 ~ 12월 31일)                               |                                                                               |                                                      |
| 1980년 | 1월 ~ 6월  | 이탈리아   | 프란체스코 코시가                                                                                |                                                                               |                                                      |
| 1980년 | 7월 ~ 12월 | 룩셈부르크 | 피에르 베르너                                                                                    |                                                                               |                                                      |
| 1981년 | 1월 ~ 6월  | 네덜란드   | 드리스 판 아흐트                                                                                 |                                                                               |                                                      |
| 1981년 | 7월 ~ 12월 | 영국       | 마거릿 대처                                                                                      |                                                                               |                                                      |
| 1982년 | 1월 ~ 6월  | 벨기에     | 빌프리트 마르턴스                                                                                |                                                                               |                                                      |
| 1982년 | 7월 ~ 12월 | 덴마크     | 앙케르 예르겐센 (7월 1일 ~ 9월 10일) 포울 슐뤼테르 (9월 10일 ~ 12월 31일)                        |                                                                               |                                                      |
| 1983년 | 1월 ~ 6월  | 서독       | 헬무트 콜                                                                                        |                                                                               |                                                      |
| 1983년 | 7월 ~ 12월 | 그리스     | 안드레아스 파판드레우                                                                            |                                                                               |                                                      |
| 1984년 | 1월 ~ 6월  | 프랑스     | 피에르 모루아                                                                                    |                                                                               |                                                      |
| 1984년 | 7월 ~ 12월 | 아일랜드   | 개릿 피츠제럴드                                                                                  |                                                                               |                                                      |
| 1985년 | 1월 ~ 6월  | 이탈리아   | 베티노 크락시                                                                                    |                                                                               |                                                      |
| 1985년 | 7월 ~ 12월 | 룩셈부르크 | 자크 상테르                                                                                      |                                                                               |                                                      |
| 1986년 | 1월 ~ 6월  | 네덜란드   | 뤼트 뤼버르스                                                                                    |                                                                               |                                                      |
| 1986년 | 7월 ~ 12월 | 영국       | 마거릿 대처                                                                                      |                                                                               |                                                      |
| 1987년 | 1월 ~ 6월  | 벨기에     | 빌프리트 마르턴스                                                                                |                                                                               |                                                      |
| 1987년 | 7월 ~ 12월 | 덴마크     | 포울 슐뤼테르                                                                                    |                                                                               |                                                      |
| 1988년 | 1월 ~ 6월  | 서독       | 헬무트 콜                                                                                        |                                                                               |                                                      |
| 1988년 | 7월 ~ 12월 | 그리스     | 안드레아스 파판드레우                                                                            |                                                                               |                                                      |
| 1989년 | 1월 ~ 6월  | 스페인     | 펠리페 곤살레스                                                                                  |                                                                               |                                                      |
| 1989년 | 7월 ~ 12월 | 프랑스     | 미셸 로카르                                                                                      |                                                                               |                                                      |
| 1990년 | 1월 ~ 6월  | 아일랜드   | 카헐 오 호하                                                                                     |                                                                               |                                                      |
| 1990년 | 7월 ~ 12월 | 이탈리아   | 줄리오 안드레오티                                                                                |                                                                               |                                                      |
| 1991년 | 1월 ~ 6월  | 룩셈부르크 | 자크 상테르                                                                                      |                                                                               |                                                      |
| 1991년 | 7월 ~ 12월 | 네덜란드   | 뤼트 뤼버르스                                                                                    |                                                                               |                                                      |
| 1992년 | 1월 ~ 6월  | 포르투갈   | 아니발 카바쿠 실바                                                                               |                                                                               |                                                      |
| 1992년 | 7월 ~ 12월 | 영국       | 존 메이저                                                                                        |                                                                               |                                                      |
| 1993년 | 1월 ~ 6월  | 덴마크     | 포울 슐뤼테르 (1월 1일 ~ 1월 25일) 포울 뉘루프 라스무센 (1월 25일 ~ 6월 30일)                    |                                                                               |                                                      |
| 1993년 | 7월 ~ 12월 | 벨기에     | 장뤼크 데하네                                                                                    |                                                                               |                                                      |
| 1994년 | 1월 ~ 6월  | 그리스     | 안드레아스 파판드레우                                                                            |                                                                               |                                                      |
| 1994년 | 7월 ~ 12월 | 독일       | 헬무트 콜                                                                                        |                                                                               |                                                      |
| 1995년 | 1월 ~ 6월  | 프랑스     | 에두아르 발라뒤르 (1월 1일 ~ 5월 17일) 알랭 쥐페 (5월 17일 ~ 6월 30일)                           |                                                                               |                                                      |
| 1995년 | 7월 ~ 12월 | 스페인     | 펠리페 곤살레스                                                                                  |                                                                               |                                                      |
| 1996년 | 1월 ~ 6월  | 이탈리아   | 람베르토 디니 (1월 1일 ~ 5월 17일) 로마노 프로디 (5월 17일 ~ 6월 30일)                           |                                                                               |                                                      |
| 1996년 | 7월 ~ 12월 | 아일랜드   | 존 브루턴                                                                                        |                                                                               |                                                      |
| 1997년 | 1월 ~ 6월  | 네덜란드   | 빔 코크                                                                                          |                                                                               |                                                      |
| 1997년 | 7월 ~ 12월 | 룩셈부르크 | 장클로드 융커                                                                                    |                                                                               |                                                      |
| 1998년 | 1월 ~ 6월  | 영국       | 토니 블레어                                                                                      | presid.fco.gov.uk                                                             |                                                      |
| 1998년 | 7월 ~ 12월 | 오스트리아 | 빅토어 클리마                                                                                    | presidency.gv.at                                                              |                                                      |
| 1999년 | 1월 ~ 6월  | 독일       | 게르하르트 슈뢰더                                                                                |                                                                               |                                                      |
| 1999년 | 7월 ~ 12월 | 핀란드     | 파보 리포넨                                                                                      | presidency.finland.fi                                                         |                                                      |
| 2000년 | 1월 ~ 6월  | 포르투갈   | 안토니우 구테흐스                                                                                |                                                                               |                                                      |
| 2000년 | 7월 ~ 12월 | 프랑스     | 리오넬 조스팽                                                                                    |                                                                               |                                                      |
| 2001년 | 1월 ~ 6월  | 스웨덴     | 예란 페르손                                                                                      | eu2001.se                                                                     |                                                      |
| 2001년 | 7월 ~ 12월 | 벨기에     | 히 버르호프스타트                                                                                | eu2001.be                                                                     |                                                      |
| 2002년 | 1월 ~ 6월  | 스페인     | 호세 마리아 아스나르                                                                             | ue2002.es                                                                     |                                                      |
| 2002년 | 7월 ~ 12월 | 덴마크     | 아네르스 포그 라스무센                                                                           | eu2002.dk                                                                     |                                                      |
| 2003년 | 1월 ~ 6월  | 그리스     | 코스타스 시미티스                                                                                | eu2003.gr                                                                     |                                                      |
| 2003년 | 7월 ~ 12월 | 이탈리아   | 실비오 베를루스코니                                                                              | ueitalia2003.it                                                               |                                                      |
| 2004년 | 1월 ~ 6월  | 아일랜드   | 버티 어헌                                                                                        | eu2004.ie                                                                     |                                                      |
| 2004년 | 7월 ~ 12월 | 네덜란드   | 얀 페터르 발케넨더                                                                               | eu2004.nl                                                                     |                                                      |
| 2005년 | 1월 ~ 6월  | 룩셈부르크 | 장클로드 융커                                                                                    | eu2005.lu                                                                     |                                                      |
| 2005년 | 7월 ~ 12월 | 영국       | 토니 블레어                                                                                      | eu2005.gov.uk                                                                 |                                                      |
| 2006년 | 1월 ~ 6월  | 오스트리아 | 볼프강 쉬셀                                                                                      | eu2006.at                                                                     |                                                      |
| 2006년 | 7월 ~ 12월 | 핀란드     | 마티 반하넨                                                                                      | eu2006.fi                                                                     |                                                      |
| 2007년 | 1월 ~ 6월  | T1         | 독일                                                                                             | 앙겔라 메르켈                                                                 | eu2007.de                                            |
| 2007년 | 7월 ~ 12월 | T1         | 포르투갈                                                                                         | 조제 소크라트스                                                               | eu2007.pt                                            |
| 2008년 | 1월 ~ 6월  | T1         | 슬로베니아                                                                                       | 야네즈 얀샤                                                                   | eu2008.si                                            |
| 2008년 | 7월 ~ 12월 | T2         | 프랑스                                                                                           | 프랑수아 피용                                                                 | ue2008.fr                                            |
| 2009년 | 1월 ~ 6월  | T2         | 체코                                                                                             | 미레크 토폴라네크 (1월 1일 ~ 5월 8일) 얀 피셰르 (5월 8일 ~ 6월 30일)          | eu2009.cz                                            |
| 2009년 | 7월 ~ 12월 | T2         | 스웨덴                                                                                           | 프레드리크 레인펠트                                                           | se2009.eu                                            |
| 2010년 | 1월 ~ 6월  | T3         | 스페인                                                                                           | 호세 루이스 로드리게스 사파테로                                               | eu2010.es eutrio.es                                  |
| 2010년 | 7월 ~ 12월 | T3         | 벨기에                                                                                           | 이브 르테름                                                                   | eutrio.be                                            |
| 2011년 | 1월 ~ 6월  | T3         | 헝가리                                                                                           | 오르반 빅토르                                                                 | eu2011.hu                                            |
| 2011년 | 7월 ~ 12월 | T4         | 폴란드                                                                                           | 도날트 투스크                                                                 | pl2011.eu                                            |
| 2012년 | 1월 ~ 6월  | T4         | 덴마크                                                                                           | 헬레 토르닝슈미트                                                             | eu2012.dk                                            |
| 2012년 | 7월 ~ 12월 | T4         | 키프로스                                                                                         | 디미트리스 흐리스토피아스                                                     | cy2012.eu 보관됨 2014-11-21 - 포르투갈어 웹 아카이브 |
| 2013년 | 1월 ~ 6월  | T5         | 아일랜드                                                                                         | 엔다 케니                                                                     | eu2013.ie 보관됨 2017-01-10 - 웨이백 머신            |
| 2013년 | 7월 ~ 12월 | T5         | 리투아니아                                                                                       | 알기르다스 부트케비추스                                                       | eu2013.lt                                            |
| 2014년 | 1월 ~ 6월  | T5         | 그리스                                                                                           | 안토니스 사마라스                                                             | gr2014.eu                                            |
| 2014년 | 7월 ~ 12월 | T6         | 이탈리아                                                                                         | 마테오 렌치                                                                   | italia2014.eu 보관됨 2014-06-23 - 웨이백 머신        |
| 2015년 | 1월 ~ 6월  | T6         | 라트비아                                                                                         | 라임도타 스트라우유마                                                         | eu2015.lv                                            |
| 2015년 | 7월 ~ 12월 | T6         | 룩셈부르크                                                                                       | 그자비에 베텔                                                                 | eu2015lu.eu                                          |
| 2016년 | 1월 ~ 6월  | T7         | 네덜란드                                                                                         | 마르크 뤼터                                                                   | eu2016.nl                                            |
| 2016년 | 7월 ~ 12월 | T7         | 슬로바키아                                                                                       | 로베르트 피초                                                                 | eu2016.sk                                            |
| 2017년 | 1월 ~ 6월  | T7         | 몰타                                                                                             | 조지프 무스카트                                                               | eu2017.mt 보관됨 2020-07-18 - 웨이백 머신            |
| 2017년 | 7월 ~ 12월 | T8         | 에스토니아                                                                                       | 위리 라타스                                                                   | eu2017.ee                                            |
| 2018년 | 1월 ~ 6월  | T8         | 불가리아                                                                                         | 보이코 보리소프                                                               | eu2018bg.bg                                          |
| 2018년 | 7월 ~ 12월 | T8         | 오스트리아                                                                                       | 제바스티안 쿠르츠                                                             | eu2018.at                                            |
| 2019년 | 1월 ~ 6월  | T9         | 루마니아                                                                                         | 비오리카 던칠러                                                               | romania2019.eu 보관됨 2021-03-09 - 웨이백 머신       |
| 2019년 | 7월 ~ 12월 | T9         | 핀란드                                                                                           | 안티 린네 (7월 1일 ~ 12월 9일) 산나 마린 (12월 10일 ~ 12월 31일)              | eu2019.fi                                            |
| 2020년 | 1월 ~ 6월  | T9         | 크로아티아                                                                                       | 안드레이 플렌코비치                                                           | eu2020.hr                                            |
| 2020년 | 7월 ~ 12월 | T10        | 독일                                                                                             | 앙겔라 메르켈                                                                 | eu2020.de                                            |
| 2021년 | 1월 ~ 6월  | T10        | 포르투갈                                                                                         | 안토니우 코스타                                                               | 2021portugal.eu 보관됨 2022-01-26 - 웨이백 머신      |
| 2021년 | 7월 ~ 12월 | T10        | 슬로베니아                                                                                       | 야네즈 얀샤                                                                   | si2021.eu                                            |
| 2022년 | 1월 ~ 6월  | T11        | 프랑스                                                                                           | 장 카스텍스 (1월 1일 ~ 5월 15일) 엘리자베트 보른 (5월 16일 ~ 6월 30일)        | europe2022.fr                                        |
| 2022년 | 7월 ~ 12월 | T11        | 체코                                                                                             | 페트르 피알라                                                                 | eu2022.cz                                            |
| 2023년 | 1월 ~ 6월  | T11        | 스웨덴                                                                                           | 울프 크리스테르손                                                             | sweden2023.eu                                        |
| 2023년 | 7월 ~ 12월 | T12        | 스페인                                                                                           | 페드로 산체스                                                                 | spanish-presidency.consilium.europa.eu               |
| 2024년 | 1월 ~ 6월  | T12        | 벨기에                                                                                           | 알렉산더르 더크로                                                             | belgium24.eu                                         |
| 2024년 | 7월 ~ 12월 | T12        | 헝가리                                                                                           | 오르반 빅토르                                                                 | hungarian-presidency.consilium.europa.eu             |
| 2025년 | 1월 ~ 6월  | T13        | 폴란드                                                                                           | 도날트 투스크                                                                 | polish-presidency.consilium.europa.eu                |
| 2025년 | 7월 ~ 12월 | T13        | 덴마크                                                                                           | 미정                                                                          | 미정                                                 |
| 2026년 | 1월 ~ 6월  | T13        | 키프로스                                                                                         | 미정                                                                          | 미정                                                 |
| 2026년 | 7월 ~ 12월 | T14        | 아일랜드                                                                                         | 미정                                                                          | 미정                                                 |
| 2027년 | 1월 ~ 6월  | T14        | 리투아니아                                                                                       | 미정                                                                          | 미정                                                 |
| 2027년 | 7월 ~ 12월 | T14        | 그리스                                                                                           | 미정                                                                          | 미정                                                 |
| 2028년 | 1월 ~ 6월  | T15        | 이탈리아                                                                                         | 미정                                                                          | 미정                                                 |
| 2028년 | 7월 ~ 12월 | T15        | 라트비아                                                                                         | 미정                                                                          | 미정                                                 |
| 2029년 | 1월 ~ 6월  | T15        | 룩셈부르크                                                                                       | 미정                                                                          | 미정                                                 |
| 2029년 | 7월 ~ 12월 | T16        | 네덜란드                                                                                         | 미정                                                                          | 미정                                                 |
| 2030년 | 1월 ~ 6월  | T16        | 슬로바키아                                                                                       | 미정                                                                          | 미정                                                 |
| 2030년 | 7월 ~ 12월 | T16        | 몰타                                                                                             | 미정                                                                          | 미정                                                 |

## 같이 보기
- 유럽 이사회 의장
- 유럽 연합 집행위원회 위원장
- 유럽 의회 의장